# لیدیا گرومیکو
لیدیا دمیتریونا گرومیکو (به انگلیسی: Lydia Dmitrievna Gromyko) (زاده ۱۴ آوریل ۱۹۱۱ – درگذشته ۹ مارس ۲۰۰۴) او همسر آندری گرومیکو رئیس‌جمهور اتحاد شوروی بود.
لیدیا گرومیکو در ۹ مارس ۲۰۰۴، در سن ۹۲ سالگی درگذشت.